# Hokuryū, Hokkaidō
Hokuryū (北竜町 Hokuryū-chō) là thị trấn thuộc huyện Uryū, phó tỉnh Sorachi, Hokkaidō, Nhật Bản. Tính đến ngày 1 tháng 10 năm 2020, dân số ước tính thị trấn là 1.724 người và mật độ dân số là 11 người/km2.
 Tổng diện tích thị trấn là 158,82 km2